# Google Ad Grants
Google Рекламні гранти — це грантова програма, яка безкоштовно розповсюджує рекламу для обраних некомерційних організацій. Учасники-некомерційні організації мають право на отримання до 10 000 доларів на місяць на свою рекламу в Google AdWords та платформах пошукового маркетингу. Google Рекламні гранти, разом з іншими послугами, що надаються Google для некомерційних організацій, доступні в більш ніж 50 країнах.

## Право на грант
Google вказує ряд організаційних критеріїв, щоб мати право на грант в Google, в тому числі:
- участь у програмі «Google для некомерційних організацій» (Google for Nonprofits program);
- поточний 501(с)(3) статус;
- сайт організації зі значним вмістом, на який реклама може посилатись.

Гранти Google для благодійних організацій не надаються наступним організаціям:
- державним установам і організаціям;
- лікарням та медичним групам;
- школам, дитячим садочкам, навчальним закладам та закладам вищої освіти (втім, благодійні підрозділи освітніх організацій мають право).

## Обмеження
Гранти Google для некомерційних організацій, що існують в багатьох країнах, застосовують такі обмеження:
- денний бюджет дорівнює 329 доларів, що еквівалентно приблизно 10 000 доларам на місяць
- максимальну ціну за клік обмежує (КТК) у розмірі 2 доларів США при використанні ручної стратегії торгів, або необмежена при використанні максимальної конверсії
- тільки посилання на сайти цільових кампаній
- тільки покази на сторінках результатів пошуку Google
- тільки текстові оголошення
- повне щорічне обстеження для обміну даними вплив
- клікабельність (CTR) з облікового запису в цілому не повинна опускатися нижче 5 % протягом двох послідовних місяців, або ризик тимчасового призупинення.[4]
- новим претендентам необхідно налаштувати відстеження конверсій і переключитися на автоматичні стратегії встановлення ставок протягом декількох місяців після створення облікового запису

## GrantsPro програма
Надає право благодійним організаціям на збільшення бюджету до 40 000 доларів США на місяць замість стандартних 10 000 доларів США в місяць. Новий прийом у програмі припинений 1 вересня 2016 року. Існує ще ряд вимог, аби претендувати на GrantsPro . Для того, щоб приєднатися, бенефіціарами та програмою доведеться вносити не менше 9900 доларів зі свого бюджету як мінімум на два місяці протягом шестимісячного періоду. Google припинив прийом нових заяв за програмою GrantsPro.

## Додатки й управління
Некомерційні організації можуть подати заявку на гранти Google онлайн. Обробка заявки та зарахування Гранту може зайняти до 10 робочих днів і перебуває в адмініструванні команди Google для некомерційних організацій. При отриманні коштів від Google Грант одержувач гранту несе відповідальність за створення й управління своїм акаунтом Google та має надавати запис AdWords, в тому числі різних кампаній, груп, оголошень і ключових слів. Більшість одержувачів субсидій керують своїм грантом самостійно, в той час як інші шукають консультантів пошукового маркетингу для оптимізації ефективності гранту.